# Élections législatives samoanes de 1991
Des élections législatives ont lieu aux Samoa occidentales le 5 avril 1991. Il s'agit de renouveler les quarante-sept membres de l'Assemblée législative (monocamérale), leurs mandats de trois ans étant arrivés à échéance. 
Il s'agit de la première élection au suffrage universel après l'adoption par référendum de ce mode de scrutin en octobre 1990. Auparavant, au sein de la population autochtone, seuls les matai (hommes ou femmes tenants d'un titre de chef de famille) pouvaient exercer le droit de vote, au nom de leur famille dans son ensemble ; la minorité non-autochtone (ou métis) disposait déjà du droit de vote, pour élire deux députés. Avec l'adoption du suffrage universel, les autochtones disposent toujours de quarante-cinq députés, qui demeurent nécessairement des matai, et les non-autochtones (dits « électeurs individuels ») élisent toujours deux représentants, qui n'ont pas l'obligation de porter un titre. Par ailleurs, à compter de cette date, la durée d'une législature est portée à cinq ans, contre trois ans auparavant.
Le gouvernement sortant est celui du premier ministre Tofilau Eti Alesana, du Parti pour la protection des droits de l'homme (PPDH). La principale force d'opposition est le Parti samoan pour le développement national (PSDN), issue de l'alliance entre l'ancien Parti démocrate-chrétien et des députés qui avaient quitté le PPDH en 1985. Le PSDN est emmené par l'ancien premier ministre Tufuga Efi. 
Sur les quelque 57 000 électeurs inscrits, le taux de participation s'élève à 78 %, pour cette première élection pleinement démocratique. Seules deux femmes sont élues députées. Le gouvernement sortant conserve sa majorité absolue au Parlement, avec vingt-six sièges ; Alesana demeure premier ministre. Au cours des trois semaines qui suivent, six députés changent de bord et rejoignent le PPDH, confortant davantage sa majorité. À l'inverse, Tufuga Efi n'est pas même réélu député, et c'est donc à Va'ai Kolone que revient la fonction de chef de l'opposition au Parlement.
| Parti | Parti                    | Dirigeant           | Sièges | Changement par rapport à 1988 |
| ----- | ------------------------ | ------------------- | ------ | ----------------------------- |
|       | PPDH                     | Tofilau Eti Alesana | 26     | +3                            |
|       | PSDN                     | Tufuga Efi          | 15     | -9                            |
|       | Candidats sans étiquette | n/a                 | 5      | +5                            |